# Landsverk L-30
L-30 або Stridsvagn fm/31 — шведський легкий колісно-гусеничний танк. Розроблений компанією «Ландсверк» у 1930 році на основі танка L-5. Виготовлено один прототип, на озброєння не прийнято.

## Історія створення
У 1930 році на основі танка Landsverk L-5 конструкторським відділом компанії «Ландсверк» було спроєктовано два танки: Landsverk L-10 і Landsverk L-30. Озброєння танків було однакове. Основна відмінність була в наявності у L-30 колісно-гусеничного ходу.
Landsverk L-30 здавався більш перспективним, через досить хороші швидкісні характеристики (на гусеницях — 35 км/год, на колесах — 75 км/год), але, як показали випробування, L-30 не мав якихось суттєвих переваг перед L-10, колісно-гусеничний хід був досить складний, а прохідність у L-30 була гірша, ніж у L-10. Крім того, L-10 перевершував L-30 за бронюванням (від 8 до 24 мм у L-10 проти від 6 до 14 мм у L-30).

В результаті шведська армія прийняла на озброєння танк Landsverk L-10 під позначенням Strv m/31.